# André Courrèges

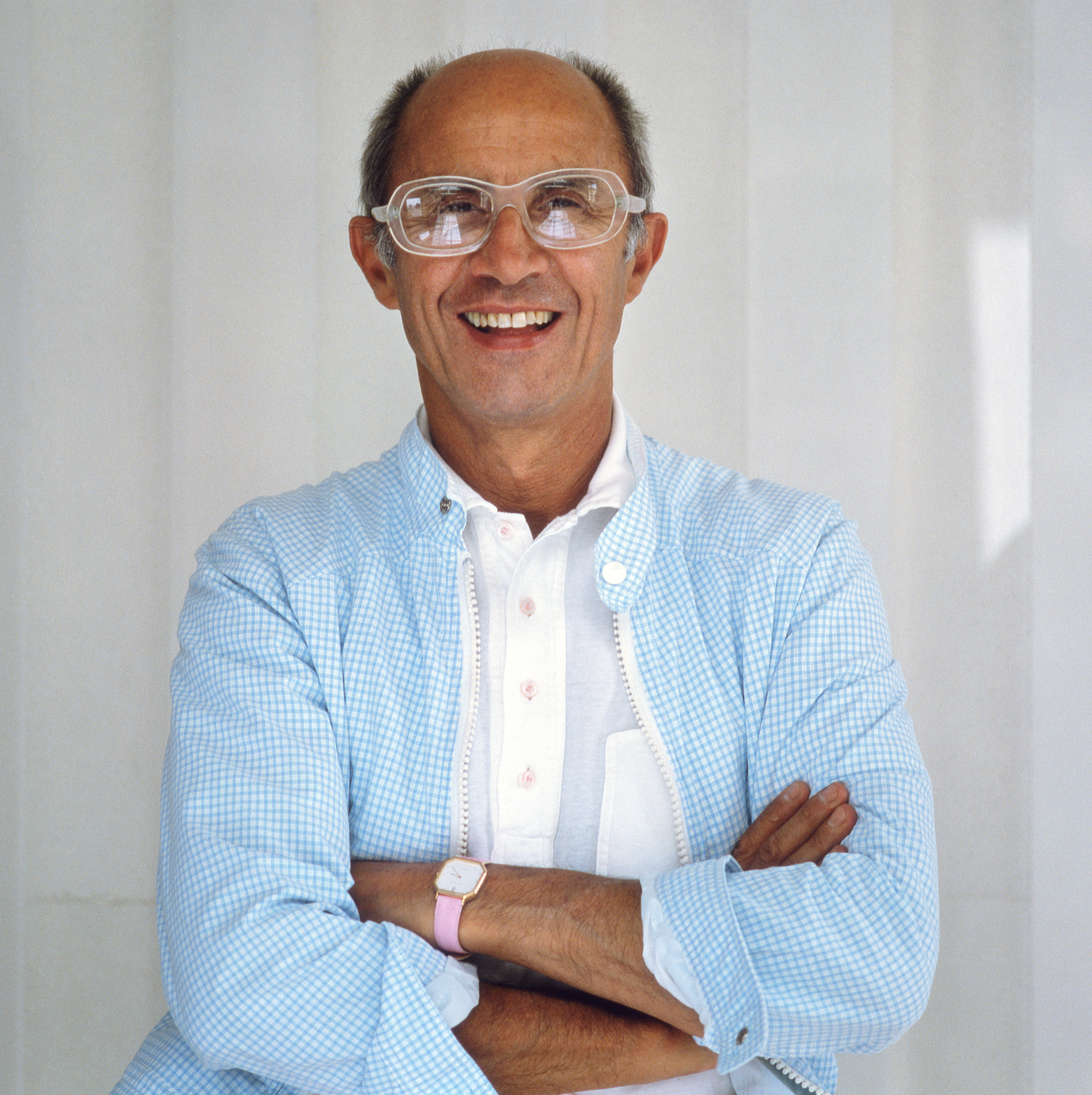
André Courrèges

André Courrèges, född 9 mars 1923 i Pau, död 7 januari 2016 i Neuilly-sur-Seine utanför Paris, var en fransk modedesigner. Ibland får han äran av att ha uppfunnit minikjolen.
Han började på modehuset Balenciaga innan han öppnade eget 1961. 1964 lanserade han vad som kom att kallas hans Moon Girl Collection där han arbetade i vitt och silver med kortkorta kjolar, PVC-stövlar och tighta opmönstrade toppar. Detta mode blev så populärt att alla började imitera och snart fanns det över hela västvärlden. 
Vissa har kallat honom för modevärldens Le Corbusier.
Courrèges var som mest populär under 1960- och 70-talen, men var fortfarande verksam upp i hög ålder.